# Thiên Hoàng Đại Đế

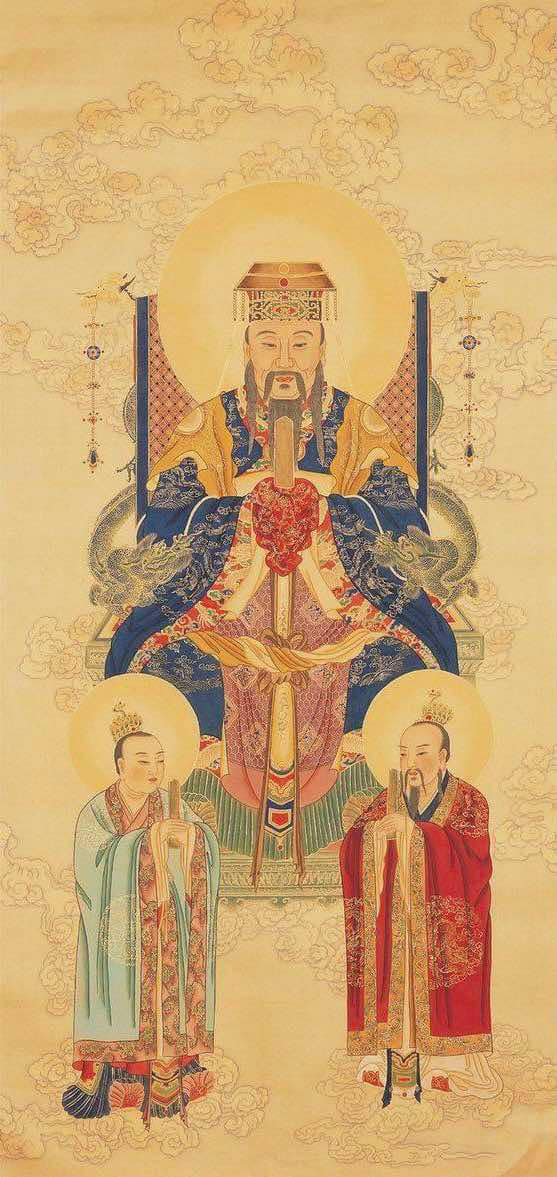
Chân dung Thái Cực Thiên Hoàng Đại Đế (Được lưu giữ tại Bạch Vân Quán, Bắc Kinh)

Thiên Hoàng Đại Đế (chữ Hán: 天皇大帝) còn được gọi là Câu Trần Thượng Cung Thiên Hoàng Đại Đế (勾陈上宫天皇大帝) hoặc đơn giản là Câu Trần Đại Đế, là một trong những tôn thần quan trọng trong Đạo giáo Trung Hoa. Ngài là một trong Tứ Ngự (四御), bốn vị thần cai quản vũ trụ, và có vai trò đặc biệt trong việc quản lý các vấn đề liên quan đến chiến tranh và vũ khí, quản lý mọi vấn đề trên thiên đường và nhân gian. Ngoài ra, ngài còn hỗ trợ Ngọc Hoàng Thượng Đế trong việc cai quản hai cực Nam Bắc và ba cõi Thiên, Địa, Nhân.

## Thần thoại
"Câu Trần Đại Đế" là một chòm sao trong Tử Vi viên, tương đương với chòm sao Tiểu Hùng. Trong đạo giáo, Câu Trần là con trai cả của Đẩu Mẫu nguyên quân và là anh trai của Tử Vi Đại Đế.

## Lịch sử
Đường Cao Tông được gọi bằng tên Thiên Hoàng Đại Đế là thụy hiệu do Võ Tắc Thiên đặt cho. Lưu Nghiễm cũng được đặt thụy hiệu này